# 200 meter frisim för damer i simning vid olympiska sommarspelen 2012
Damernas 200 meter frisim vid olympiska sommarspelen 2012 avgjordes 30–31 juli i London Aquatics Centre.

## Medaljörer
| Gren             | Guld                | Guld         | Silver                   | Silver  | Brons                     | Brons   |
| 200 meter frisim | Allison Schmitt USA | 1.53,61 0OR0 | Camille Muffat Frankrike | 1.55,58 | Bronte Barratt Australien | 1.55,81 |

## Resultat

### Försöksheat
| Placering | Heat | Bana | Namn                     | Nationalitet   | Tid     | Noteringar |
| --------- | ---- | ---- | ------------------------ | -------------- | ------- | ---------- |
| 1         | 3    | 5    | Federica Pellegrini      | Italien        | 1:57.16 | Q          |
| 2         | 5    | 4    | Allison Schmitt          | USA            | 1:57.33 | Q          |
| 3         | 3    | 4    | Missy Franklin           | USA            | 1:57.62 | Q          |
| 4         | 3    | 3    | Veronika Popova          | Ryssland       | 1:57.79 | Q          |
| 4         | 5    | 7    | Melania Costa Schmid     | Spanien        | 1:57.79 | Q          |
| 6         | 3    | 6    | Barbara Jardin           | Kanada         | 1:57.92 | Q          |
| 7         | 5    | 5    | Sarah Sjöström           | Sverige        | 1:58.03 | Q          |
| 7         | 4    | 2    | Caitlin McClatchey       | Storbritannien | 1:58.03 | Q          |
| 9         | 3    | 7    | Samantha Cheverton       | Kanada         | 1:58.11 | Q          |
| 10        | 4    | 3    | Bronte Barratt           | Australien     | 1:58.12 | Q          |
| 11        | 5    | 3    | Kylie Palmer             | Australien     | 1:58.16 | Q          |
| 12        | 4    | 4    | Camille Muffat           | Frankrike      | 1:58.49 | Q          |
| 13        | 5    | 6    | Silke Lippok             | Tyskland       | 1:58.59 | Q          |
| 14        | 4    | 6    | Wang Shijia              | Kina           | 1:58.73 | Q          |
| 15        | 4    | 1    | Hanae Ito                | Japan          | 1:58.93 | Q          |
| 16        | 5    | 1    | Sara Isaković            | Slovenien      | 1:58.96 | Q          |
| 17        | 3    | 2    | Rebecca Turner           | Storbritannien | 1:58.98 |            |
| 18        | 3    | 1    | Ophélie-Cyrielle Etienne | Frankrike      | 1:59.15 |            |
| 19        | 4    | 8    | Nina Rangelova           | Bulgarien      | 1:59.21 | 0NR0       |
| 20        | 5    | 8    | Karin Prinsloo           | Sydafrika      | 1:59.24 |            |
| 21        | 4    | 7    | Song Wenyan              | Kina           | 1:59.47 |            |
| 22        | 5    | 2    | Ágnes Mutina             | Ungern         | 1:59.56 |            |
| 23        | 3    | 8    | Sze Hang Yu              | Hongkong       | 1:59.92 |            |
| 24        | 2    | 5    | Pernille Blume           | Danmark        | 2:00.91 |            |
| 25        | 2    | 6    | Camelia Potec            | Rumänien       | 2:01.15 |            |
| 26        | 2    | 2    | Liliana Ibanez           | Mexiko         | 2:01.36 |            |
| 27        | 2    | 1    | Anna Stylianou           | Cypern         | 2:01.87 |            |
| 28        | 2    | 8    | Katarína Filová          | Slovakien      | 2:02.03 |            |
| 29        | 2    | 4    | Jördis Steinegger        | Österrike      | 2:02.39 |            |
| 30        | 1    | 3    | Natthanan Junkrajang     | Thailand       | 2:02.49 |            |
| 31        | 1    | 5    | Danielle Villars         | Schweiz        | 2:03.55 |            |
| 32        | 2    | 7    | Hanna-Maria Seppälä      | Finland        | 2:04.21 |            |
| 33        | 1    | 4    | Baek Il-joo              | Sydkorea       | 2:04.32 |            |
| 34        | 1    | 6    | Heather Arseth           | Mauritius      | 2:07.81 |            |
| 35        | 1    | 2    | Aurelie Fanchette        | Seychellerna   | 2:23.49 |            |
| 036       | 2    | 3    | Grainne Murphy           | Irland         | DNS     |            |
| 036       | 4    | 5    | Femke Heemskerk          | Nederländerna  | DNS     |            |

### Semifinaler

#### Semifinal 1
| Placering | Bana | Namn            | Nationalitet | Tid     | Noteringar |
| --------- | ---- | --------------- | ------------ | ------- | ---------- |
| 1         | 2    | Bronte Barratt  | Australien   | 1:56.08 | Q          |
| 2         | 4    | Allison Schmitt | USA          | 1:56.15 | Q          |
| 3         | 7    | Camille Muffat  | Frankrike    | 1:56.18 | Q          |
| 4         | 5    | Veronika Popova | Ryssland     | 1:56.84 | Q, 0NR0    |
| 5         | 3    | Barbara Jardin  | Kanada       | 1:57.91 |            |
| 6         | 6    | Sarah Sjöström  | Sverige      | 1:58.12 |            |
| 7         | 8    | Sara Isaković   | Slovenien    | 1:58.47 |            |
| 8         | 1    | Wang Shijia     | Kina         | 1:58.63 |            |

#### Semifinal 2
| Placering | Bana | Namn                 | Nationalitet   | Tid     | Noteringar |
| --------- | ---- | -------------------- | -------------- | ------- | ---------- |
| 1         | 4    | Federica Pellegrini  | Italien        | 1:56.67 | Q          |
| 2         | 6    | Caitlin McClatchey   | Storbritannien | 1:57.33 | Q          |
| 3         | 7    | Kylie Palmer         | Australien     | 1:57.44 | Q          |
| 4         | 5    | Missy Franklin       | USA            | 1:57.57 | Q          |
| 5         | 3    | Melania Costa Schmid | Spanien        | 1:57.76 |            |
| 6         | 2    | Samantha Cheverton   | Kanada         | 1:57.98 |            |
| 7         | 1    | Silke Lippok         | Tyskland       | 1:58.24 |            |
| 8         | 8    | Hanae Ito            | Japan          | 1:59.62 |            |

### Final
| Placering | Bana | Namn                | Nationalitet   | Tid     | Noteringar |
| --------- | ---- | ------------------- | -------------- | ------- | ---------- |
| 1         | 5    | Allison Schmitt     | USA            | 1:53.61 | 0OR0, 0AR0 |
| 2         | 3    | Camille Muffat      | Frankrike      | 1:55.58 |            |
| 3         | 4    | Bronte Barratt      | Australien     | 1:55.81 |            |
| 4         | 8    | Missy Franklin      | USA            | 1:55.82 |            |
| 5         | 6    | Federica Pellegrini | Italien        | 1:56.73 |            |
| 6         | 2    | Veronika Popova     | Ryssland       | 1:57.25 |            |
| 7         | 7    | Caitlin McClatchey  | Storbritannien | 1:57.60 |            |
| 8         | 1    | Kylie Palmer        | Australien     | 1:57.68 |            |